# Polymère semi-cristallin
Un polymère thermoplastique est un système formé de longues chaînes carbonées linéaires ; il peut contenir des chaînes latérales. Les matériaux plastiques correspondant sont en principe solubles et fusibles. Au-dessus d'une certaine température, ces chaînes deviennent très mobiles sous l'effet de l'agitation thermique, la matière est à l'état « fondu ». Lorsque la température diminue, les chaînes s'immobilisent, et dans certains cas il se forme des empilements réguliers de chaînes, qui constituent des zones cristallines appelées cristallites. Cette cristallisation est toujours partielle, on parle donc de polymère semi-cristallin.

## Cristallisation

Empilement de chaînes polymères linéaires.
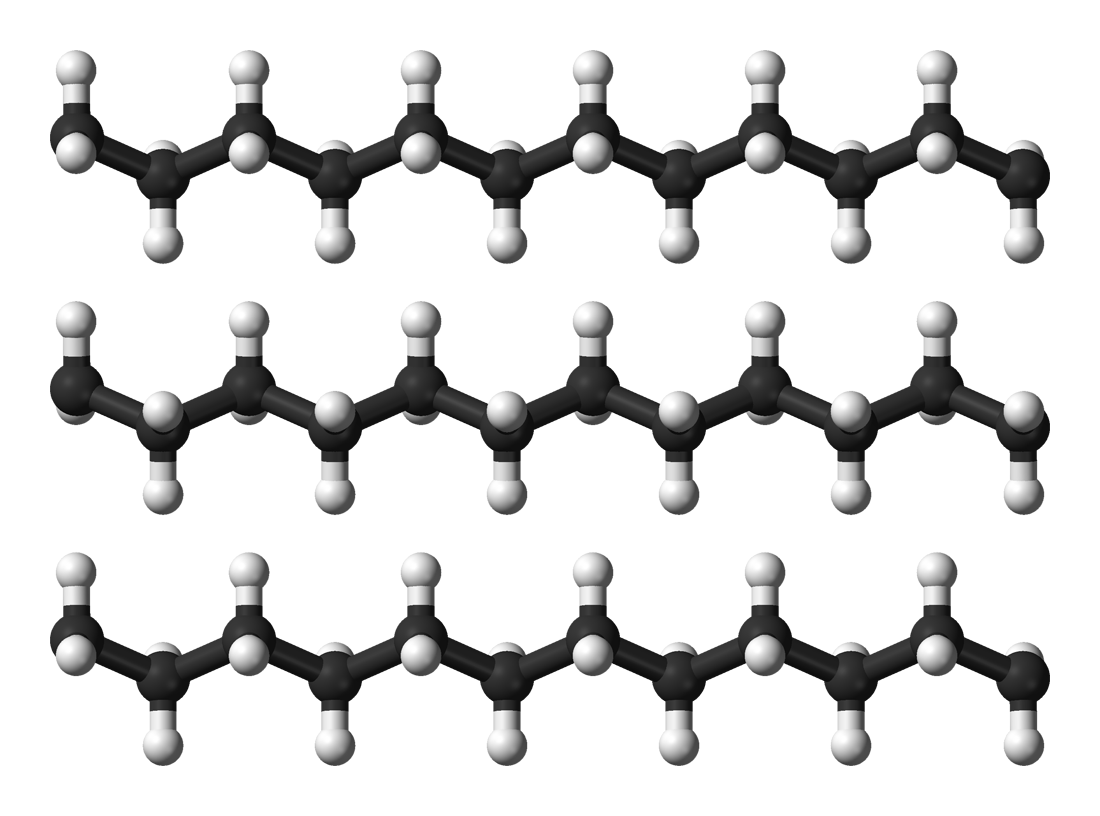
« Gros plan » sur un cristallite de polyéthylène.
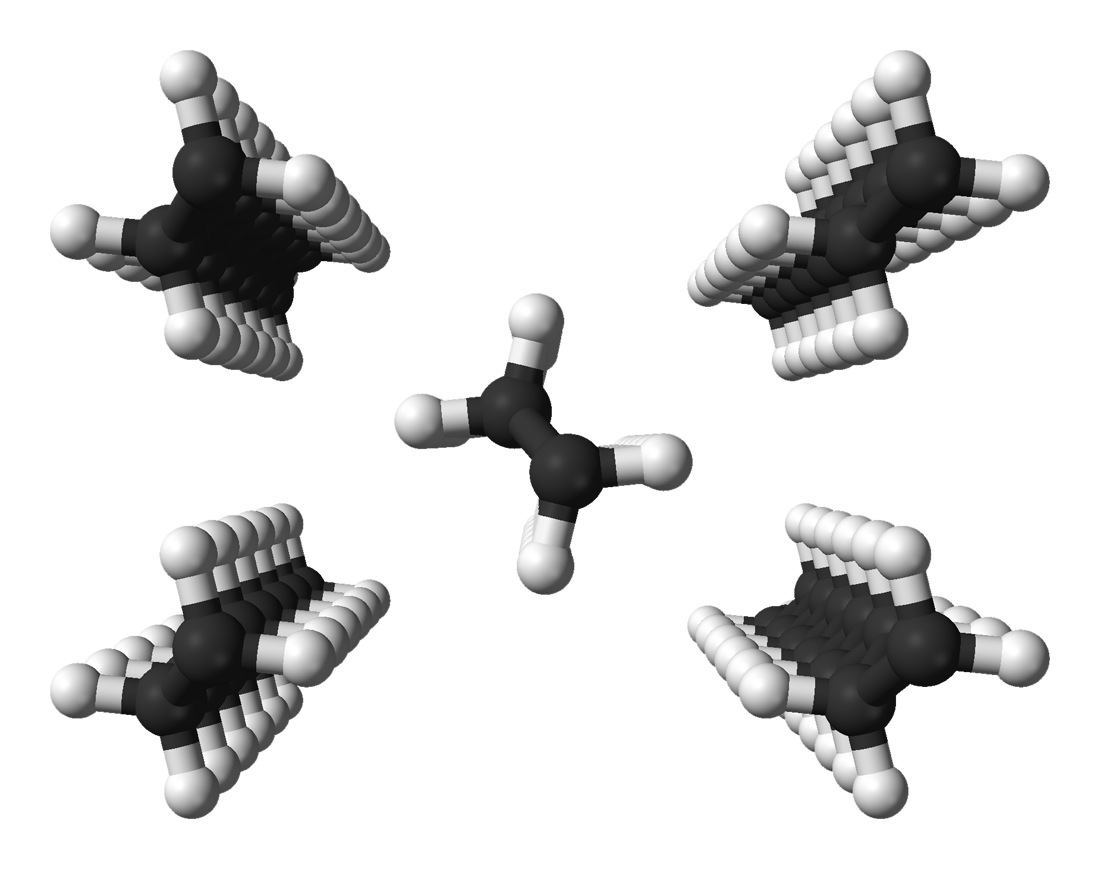
Vue en perspective.
Comparaison des états amorphe et semi-cristallin.

Lorsqu'un polymère linéaire est chauffé puis lentement refroidi (recuit), les chaînes tendent à se déplier, puis à s'empiler. Cet empilement est favorisé si des liaisons intermoléculaires peuvent se créer. Cette cristallisation n'est jamais parfaite, les cristallites sont en général dispersées dans une matrice amorphe. Une cristallite est une structure formée de chaînes repliées sur elles-mêmes et qui s'empilent comme montré plus haut. Une chaîne peut être en partie dans un cristallite et en partie dans une zone amorphe, voire faire partie de deux cristallites.
Si le refroidissement est rapide (trempe), il peut ne pas se produire de cristallisation, on obtient un état amorphe dit « vitreux ». Par ailleurs, certains polymères comportent de nombreux défauts (par exemple ramifications, alternance irrégulière de « comonomères »), ont des chaînes très rigides qui « s'étirent mal » ou bien les chaînes « ne se prêtent pas à l'empilement » (par exemple cycles aromatiques), et de ce fait cristallisent peu voire ne cristallisent jamais. L'utilisation d'agents nucléants peut améliorer l'accélération de la cristallisation.
On a de fait trois types de polymères :
- A1 : le polymère ne cristallise jamais, par exemple les polymères thermodurcissables (molécules à mobilité limitée), les copolymères statistiques 50/50 ;
- A2 : le polymère cristallise si la vitesse de refroidissement est faible, avec typiquement un taux de cristallinité xc = 20 à 80 % (pourcentage molaire de polymère cristallisé) ; on peut obtenir un polymère entièrement amorphe, dit « vitreux », par trempe ; par exemple PET, PEEK, PPS ;
- C : même avec une trempe, le polymère est toujours partiellement cristallisé ; avec un refroidissement lent, on peut obtenir un fort taux de cristallinité (95 % de polymère cristallisé) ; par exemple PE, POM.

Remarques :
- lors de la mise en forme d'un polymère thermoplastique, une faible vitesse de refroidissement favorise la formation de zones cristallines. Celles-ci se présentent souvent sous forme de cristallites dispersées dans une matrice amorphe ;
- contrairement aux métaux, les réseaux des cristaux de polymères ont le plus souvent peu d'éléments de symétrie (phases cristallines moins parfaites) ;
- des orientations préférentielles (constituant la texture de la matière) peuvent apparaître lors de la mise en forme des matériaux, ce qui induit des propriétés anisotropes. Un échantillon de polymère (exemple : PE) composé de sphérolites ne possède pas d'orientation préférentielle globale.